# Éli (juge d'Israël)
Pour les articles homonymes, voir Eli et Élie.
Éli (ou Héli, Hébreu, עֵלִי « Montée ») est un personnage du Premier Livre de Samuel, qui fait partie de la Bible. Il est l'un des derniers Juges d'Israël avant l'institution de la monarchie israélite. Il porte le titre de Grand prêtre d'Israël, et est le mentor de Samuel. Il officie au temple de Silo.

## Présentation
Si son cœur est tourné vers la vertu et le service, ses fils Hophni et Phinhas (en), en revanche, sont des parangons de vice. L'irrévérence qu'ils manifestent en accomplissant leurs tâches sacerdotales, les amène à mourir de la main de Dieu lors de la défaite contre les Philistins. Leur descendance est également condamnée à mourir avant la fleur de l'âge.
Parce qu'il manque de fermeté envers ses deux fils, qu'il les aime plus que Dieu, et qu'il se rend complice de leurs fautes en mangeant avec eux les offrandes dédiées à l'Éternel (1 Samuel 2:12-36), Éli est également frappé par le jugement divin : à l'instant où il entend que ses deux fils sont morts et que l'Arche d'alliance est prise en butin par les ennemis d'Israël, il tombe à la renverse de son siège et meurt âgé de 98 ans.
Il est juge en Israël durant 40 ans.